# DJ Olive
DJ Olive, pseudonimo di Gregor Asch (Brooklyn, 1961), è un musicista e disc jockey statunitense.
Ha coniato il termine "illbient": stile di cui è considerato un pioniere.

## Discografia parziale

### Album in studio
- 2001 – Sleep
- 2003 – Bodega
- 2004 – Buoy
- 2008 – Triage

### Collaborazioni
- 1999 – Mindfulness (con William Hooker e Glenn Spearman)
- 2000 – ミュージカル パースペクティブ (con Ikue Mori e Kim Gordon)
- 2003 – Les Exploitation Des Archives Vol.1  (con Luc Ferrari)
- 2005 – Scories (con Jean-Paul Dessy & Ensemble Musiques Nouvelles)
- 2007 – Tod Machover's Vinylcello (con Tod Machover e Matt Haimovitz)
- 2010 – 10 Years Of Room40, Volume Three (con Erikim)
- 2012 – DjTRIO (con Christian Marclay e Toshio Kajiwara)
- 2013 – Thwis (Honeychild Coleman)

### Album dal vivo
- 2006 – Live In Tasmania
- 2017 – Scories (2005) / Live at Les Transnumériques (2006) (con artisti vari)